# 沙田市中心巴士總站
沙田市中心巴士總站（英語：Sha Tin Central Bus Terminus）是香港沙田一個有蓋巴士總站，位於沙田正街18號新城市廣場第一期地下，鄰近沙田站及沙田大會堂，目前是沙田區最繁忙的巴士總站，是沙田區以至全港最具規模的巴士總站。
此巴士總站是全港少有三間專利巴士公司路線服務的巴士總站，九巴及城巴聯營N170線（但不設城巴站牌），城巴580線，以及龍運巴士A46及E42線。
本站設有3條西行車坑及兩條東行車坑，站頂掛上月台編號。本站有2個車輛入口，分別位於大埔公路（需由沙田鄉事會路交界處進入）及沙田正街東行，出口則可左轉或右轉沙田正街，行車方向是逆時針。
2015年，九巴在本站安裝全港首個非車廠內的巴士充電站。
雖然九龍巴士288線及九龍巴士288A線以「沙田市中心」為循環點，但實際上並不停靠此站，而是在沙田正街本站對面停靠。

## 歷史

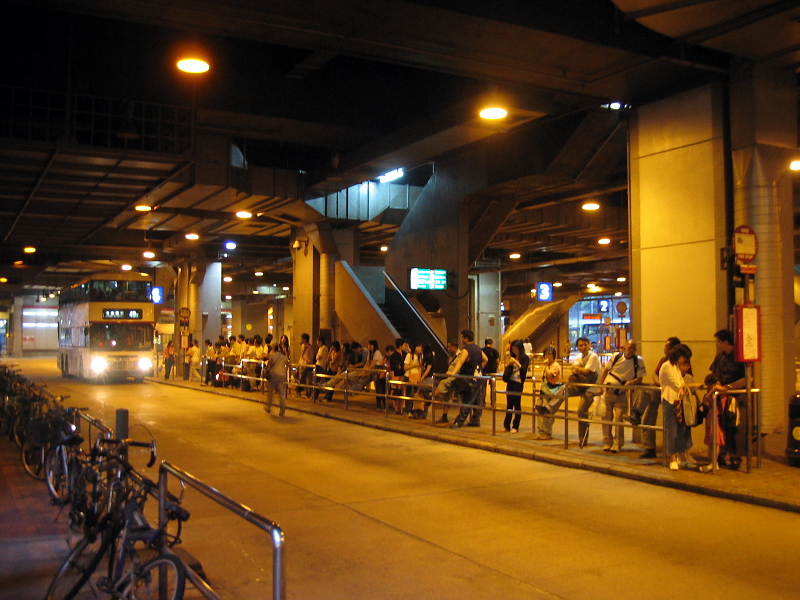
沙田市中心巴士總站（2006年）

沙田新市鎮於1970年代開始發展，沙田市中心於1970年代末期至1980年代初平整，隨著九廣鐵路於1983年完成電氣化，接連沙田站的新城市廣場第1期也於1984年正式啟用，沙田市中心巴士總站於1984年12月1日正式啟用，以及有不少巴士路線途經該處。巴士總站於2000年曾進行大型翻新工程，包括翻新外牆，重新舖設地台及更換通風系統，並裝設兩部投影裝置展示站位位置。到了2010年，再次更換通風系統及設置失明人士引導徑。
時至今日，沙田市中心總站已成為沙田區內最繁忙的巴士總站，單是以該站為總站的巴士路線已多達8條，途經該站的巴士路線更多不勝數。
該站設有九巴顧客服務中心，於2001年1月12日啟用，提供多媒體顧客服務，是全港首個多媒體智能巴士總站，取代舊有新城市廣場第一期1樓的九巴顧客服務中心。

## 保安措施
自2007年5月起，為配合新城市廣場保安措施，於凌晨時段只開放一條樓梯供公眾人士上落。不過自2009年7月起，為配合地政處要求，來往新城市廣場及巴士總站的樓梯及扶手電梯於凌晨時段如常開放。
此外，巴士總站亦安裝多部數碼化閉路電視系統，減少發生恐怖襲擊的風險。

## 重大事件

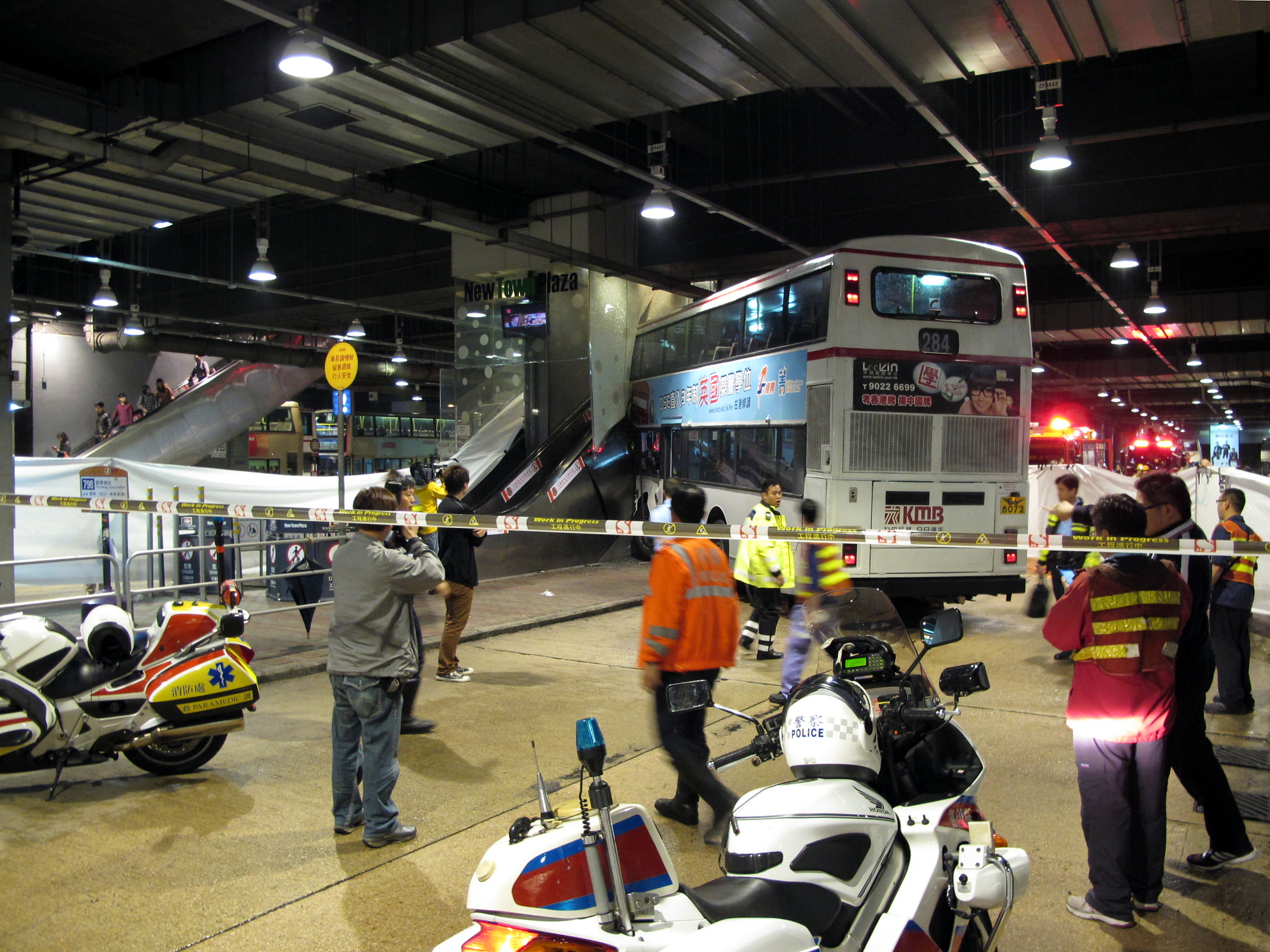
2013年，一輛284線雙層九巴，駛入在總站內轉彎入線準備離開巴士站時，突然失控剷上行人路，掃毁欄杆撞向商場扶手電梯才停下

2013年3月30日下午3時，一輛車齡17年行走284線的雙層九巴駛入沙田新城市廣場1期地面巴士總站時，撞上候車處及通往商場的扶手電梯，42歲巴士司機頭部及手部受傷，途人則前額被玻璃碎片割傷，兩人清醒被送沙田威爾斯醫院，途人治理後無大礙，司機則情况嚴重。扶手電梯及巴士車頭則損毀嚴重。
2018年8月14日上午11時30分至12時，汽車交通運輸業總工會九巴分會及龍運分會在沙田新城市廣場巴士總站發起封站行動抗議。期間示威者拉起橫額及築起人牆，封鎖巴士總站的出口，部分巴士惟有利用沙田正街的入口離開，有乘客則獲安排在總站外上車。兩工會其後轉往灣仔新鴻基總部遞交請願信，要求集團主席責成九巴管理層從速及合理地解決加薪問題。

## 總站路線資料

### 九龍巴士49P線
- 沙田市中心 → 青衣碼頭

1995年4月20日開辦，只於黃昏繁忙時段服務，不停荃灣，為特快往青衣班次。而為配合東涌綫通車，1998年6月起，本線繞經青衣站，但不久取消此安排。

### 九龍巴士83K線
- 黃泥頭 ↺ 沙田市中心
- 碩門邨 → 沙田市中心

1989年6月9日開辦，以循環線形式行走，2000年1月17日本線改為全空調服務。

### 九龍巴士83S線
- 黃泥頭 ↔ 沙田市中心

前身為1990年9月1日設立，早上繁忙時間來往黃泥頭和沙田市中心的83K特快班次，為廣源邨的居民提供往來沙田市中心的接駁服務。1991年3月1日，此特別班次擴展服務至下午繁忙時間並於1996年4月29日改為83S，來回程不經83K線所途經的愉翠苑、沙田第一城、瀝源邨及禾輋邨。

### 九龍巴士282線
- 沙田市中心 ↺ 新田圍

1991年5月1日投入服務，初時為81K早上特別班次，不經沙角邨及博康邨特快往沙田市中心，1996年11月1日起改稱81S，後期本線分拆282和81S兩條路線，1998年7月23日本線完全取代81S，擴展至每天清晨至午夜行走。

### 九龍巴士283線
- 沙田市中心 ↺ 美松苑

1996年12月20日為配合美松苑落成，及疏導80K和88K線的乘客，而投入服務。

### 九龍巴士284線
- 沙田市中心 ↺ 濱景花園

1988年7月18日投入服務，以配合濱景花園入伙，並取代281線服務。2010年6月13日本線改為循環運作，並提早頭班車開出時間至早上06:00。

### 九龍巴士285線
- 火炭駿洋邨 ↺ 沙田市中心

2020年9月5日開辦，以此站為循環拆返點，途經源禾路。

### 九龍巴士289R線
- 黃石碼頭 ↔ 沙田市中心

於2019年3月24日投入服務，只於星期日及公眾假期下午提供服務,於2021年2月12日臨時增設早上至中午由沙田市中心開出班次。

### 九龍巴士299X線
- 沙田市中心 ↔ 西貢

1990年6月16日投入服務，原本為九龍巴士89R線的全日空調服務，1994年7月10日89R停止服務，沙田至西貢之服務由九龍巴士299線取代。2014年，本線改名為299X，來回程不再途經馬鞍山並改經馬鞍山繞道，為乘客提供來往沙田及西貢的特快服務。

### 城巴580線
- 沙田市中心 ↔ 西沙及十四鄉

### 城巴798A線（下午班次）
- 沙田市中心 → 將軍澳（康盛花園）

早上班次為單向前往沙田方向，並以沙田站公共運輸交匯處為總站，不停此站。

### 九龍巴士N73線
- 沙田市中心 ↔ 落馬洲

2014年1月18日開辦，由九巴營辦，來往落馬洲至沙田市中心，途經粉嶺公路、上水（彩園邨、上水站）、粉嶺（百和路）、大窩西支路、太和、大埔墟、吐露港公路及源禾路，取代同日起取消的N76及N270線。

### 過海隧道巴士N170線
- 沙田市中心 ↔ 華富（中）

1996年8月19日投入服務，由九巴及城巴聯合經營，城巴在其發展計劃中，計劃把旗下的過海隧道巴士線改為24小時服務，而此線獲列作試點之一，後得運輸署批准而成功開辦，初時來往沙田火車站及華富（中），行車路線與日間的170線相約，但不經培正道。2001年3月18日，為方便市民在沙田轉車，本線總站遷往沙田市中心巴士總站。

## 途經路線資料

### 九龍巴士38B線
- 海濱花園 ↔ 碩門邨
- 祇限早上往碩門邨方向班次駛經此站，往荃灣方向中途站設於沙田大會堂和帝都酒店而不停此站。

### 九龍巴士47A線
- 沙田（水泉澳） ↔ 葵芳（南）

*註：逢星期一至六早上06:45-08:35（假日除外）所有往葵芳（南）方向的班次均不停此站，乘客於此段時間內請先於此站乘坐48X線或49X線到城門隧道轉車站免費轉乘此線或其他路線。

### 九龍巴士47X線
- 秦石 ↔ 葵盛（東）
- 新田圍 → 葵盛（東）(特別班次)

*註：逢星期一至五早上06:53-08:47及星期六早上06:54-08:48（假日除外）所有往葵盛（東）方向的班次均不停此站，乘客於此段時間內請先於此站乘坐48X線或49X線到城門隧道轉車站免費轉乘此線或其他路線。

### 九龍巴士48P線
- 火炭駿洋邨 ↔ 青龍頭

只於星期一至五繁忙時間服務。

### 九龍巴士48X線
- 禾輋 ↔ 灣景花園

### 九龍巴士49X線
- 沙田（廣源） ↔ 青衣碼頭

### 九龍巴士72線
- 太和 ↔ 長沙灣
- 往新界方向單向途經，往九龍方向中途站設於沙田大會堂和帝都酒店而不停此站。

### 九龍巴士80K線
- 新翠 ↔ 愉翠苑

### 九龍巴士81線
- 禾輋 ↔ 佐敦（西九龍站）
- 往新界方向單向途經，往九龍方向中途站設於沙田大會堂和帝都酒店而不停此站。

### 九龍巴士81K線
- 新田圍 ↔ 穗禾苑

### 九龍巴士85線
- 火炭駿洋邨 ↔ 九龍城碼頭
- 往新界方向單向途經，往九龍方向中途站設於沙田大會堂和帝都酒店而不停此站。

### 九龍巴士86線
- 黃泥頭 ↔ 美孚
- 往新界方向單向途經，往九龍方向中途站設於沙田大會堂和帝都酒店而不停此站。

### 九龍巴士88線
- 中秀茂坪 ↔ 大圍站
- 往九龍方向單向途經，往新界方向中途站設於沙田大會堂和帝都酒店而不停此站。

### 九龍巴士88K線
- 顯徑 ↔ 駿景園

### 九龍巴士89線
- 瀝源 ↔ 觀塘（翠屏北邨）
- 往新界方向單向途經，往九龍方向中途站設於沙田大會堂和帝都酒店而不停此站。

### 九龍巴士249X線
- 沙田（博康） ↔ 青衣站
- 往沙田方向單向途經，往青衣方向中途站設於沙田大會堂和帝都酒店而不停此站。

### 九龍巴士269D線
- 天水圍（天富） ↔ 瀝源
- 天水圍站 → 瀝源（特別班次）
- 天水圍（天富） → 瀝源 (平日早上特別班次經濕地公園路而不經元朗)

### 九龍巴士280X線
- 火炭（穗禾苑） ↔ 尖沙咀東（麼地道）
- 往新界方向單向途經，往九龍方向中途站設於沙田大會堂和帝都酒店而不停此站。

### 九龍巴士N271線
- 富亨 ↔ 紅磡站

### 龍運巴士A41線
- 沙田（碩門邨） ↔ 機場（地面運輸中心）

於1998年7月6日投入服務，2023年12月3日延長至石門，途經愉翠苑、沙田第一城、沙田市中心、車公廟、大圍、青沙公路、昂船洲大橋、青嶼幹線、一號客運大樓及港珠澳大橋香港口岸。

### 龍運巴士A46線
- 火炭（駿景園） ↔ 機場（地面運輸中心）

於2023年12月3日投入服務，途經禾輋邨、瀝源邨、沙田市中心、美林邨、青沙公路、昂船洲大橋、青嶼幹線、港珠澳大橋香港口岸及一號客運大樓。

### 龍運巴士E42線
- 沙田（博康） ↔ 機場（地面運輸中心）

### 龍運巴士E42C線
- 沙田（博康） ↔ 飛機維修區

### 龍運巴士E42P線
- 東涌（逸東邨） ↔ 火炭（山尾街）

### 龍運巴士N42線
- 馬鞍山（耀安） ↔ 東涌站（經機場）

### 龍運巴士NA40線
- 烏溪沙站 ↔ 港珠澳大橋香港口岸（經機場客運大樓）

於2016年12月17日投入服務，途經錦英苑、馬鞍山市中心、耀安邨、錦泰苑、富安花園、石門、沙田第一城、禾輋邨、瀝源邨、沙田市中心、城門隧道、青荃橋、青衣北岸公路、青嶼幹線、國泰城及一號客運大樓，只於深宵時段提供服務。

### 龍運巴士R42線
- 大圍站 ↔ 迪士尼樂園

### 城巴798線
- 調景嶺站 ↔ 火炭（駿洋邨）

只限往調景嶺站方向途經本站；往駿洋邨方向只有上落客站設於沙田站公共運輸交匯處。
本線是新巴首條途經本站的路線。

### 城巴798P線
- 將軍澳工業邨 ↔ 大圍站

### 城巴798X線
- 將軍澳工業邨 ↔ 火炭（駿洋邨）

只限往將軍澳工業邨方向途經本站；往駿洋邨方向只有上落客站設於沙田站公共運輸交匯處。